# Plants for a Future
Plants For A Future (PFAF) là một nguồn tài nguyên trực tuyến phi lợi nhuận dành cho những người quan tâm đến các loại cây ăn được và có ích, tập trung vào các khu vực ôn đới. Được đặt theo cụm từ "kế hoạch cho tương lai" với ý chơi chữ, tổ chức tập trung vào các loại cây lâu năm.

PFAF là một tổ chức từ thiện giáo dục được đăng ký với các mục tiêu sau đây:
Mục tiêu của Tổ chức là nâng cao giáo dục công chúng thông qua thúc đẩy tất cả các khía cạnh của ngành trồng trọt hữu cơ theo nguyên tắc ăn chay-organic có tính bền vững và nông nghiệp với sự tập trung vào các loài cây lâu năm như cây cỏ, cây bụi và cây lâu năm khác; thực hiện nghiên cứu về ngành trồng trọt và nông nghiệp và phổ biến kết quả của các nghiên cứu đó.

Trang web chứa một cơ sở dữ liệu trực tuyến với hơn 8000 loại cây: 7000 loại có thể trồng ở các khu vực ôn đới bao gồm cả Vương quốc Anh, và 1000 loại cây cho các tình huống nhiệt đới.
Cơ sở dữ liệu ban đầu được thành lập bởi Ken Fern, bao gồm 1.500 loại cây mà ông đã trồng trên khuôn viên nghiên cứu 28 acre của mình ở phía Tây Nam nước Anh.
Kể từ năm 2008, cơ sở dữ liệu được duy trì bởi người quản trị cơ sở dữ liệu được tuyển dụng bởi Tổ chức Plants For A Future.
Tổ chức tham gia vào các cuộc thảo luận công khai thông qua việc xuất bản sách. Các thành viên đã tham gia vào các hội thảo khác nhau và cũng là những người tham gia trong Dự án Nghiên cứu Permaculture Quốc tế.

## Các công bố
- Fern, Ken. Plants for a Future: Edible and Useful Plants for a Healthier World. Hampshire: Permanent Publications, 1997. ISBN 1-85623-011-2.
- Edible Plants: An inspirational guide to choosing and growing unusual edible plants. 2012 ISBN 9781481170017
- Woodland Gardening: Designing a low-maintenance, sustainable edible woodland garden. 2013. ISBN 9781484069165
- Edible Trees: A practical and inspirational guide from Plants For A Future on how to grow and harvest trees with edible and other useful produce. 2013. ISBN 9781493736102
- Plantes Comestibles: Le guide pour vous inspirer à choisir et cultiver des plantes comestibles hors du commun. 2014. ISBN 9781495914690
- Edible Perennials: 50 Top perennial plants from Plants For A Future. 2015.
- Edible Shrubs: 70+ Top Shrubs from Plants For A Future ISBN 9781791954949
- Plants for Your Food Forest: 500 Plants for Temperate Food Forests and Permaculture Gardens.  2021. ISBN 9798520865087